# معركة كركديلم
معركة كركديلم هي معركة دارت في يوليو 1391 أو 1392 بين السلطان العثماني بايزيد الأول وقاضي برهان الدين حاكم شمال شرق الأناضول. تفاصيل المعركة محل نقاش: يقدم شاعر بلاط برهان الدين ابن أردشير انتهاء حملة بايزيد بانتصار كبير لسيده، مما أوقف مؤقتًا التوسع العثماني في الأناضول، لكن الرسائل المعاصرة لمانويل الثاني باليولوجوس، الذي رافق بايزيد على حملاته الأناضولية، لا تحتوي على مؤشرات لصدام كبير، وتشير إلى أن الحملة كانت نجاحًا عثمانيًا بشكل عام.

## خلفية

خريطة البيليكس الترك المستقلين في الأناضول خلال منتصف القرن الرابع عشر

قاضي برهان الدين، فقيه وشاعر إسلامي متعلم، صعد إلى السلطة في عهد حكام العصر الإريتري لشمال شرق الأناضول، قبل أن يحل محلهم تمامًا ويعلن نفسه سلطانًا في سيفاس في عام 1381 هـ / 82 م. خلال نفس الفترة، ولدت الإمبراطورية العثمانية تحت حكم مراد الأول (r. 1362–1389)، توسعها من شمال غرب الأناضول إلى الأجزاء الوسطى والشرقية من شبه الجزيرة. كان هذا التوسع، على حد تعبير المؤرخ ديميتريس كاستريتسيس، «مبررًا بشكل عام من خلال تحالفات الزواج والوسائل الدبلوماسية الأخرى».

## الملاحظات
1. ↑  حول مسألة الوقت من قبل مختلف العلماء.Zachariadou 1980، صفحة 472 (ملاحظة 9).